# Antoine de Crussol

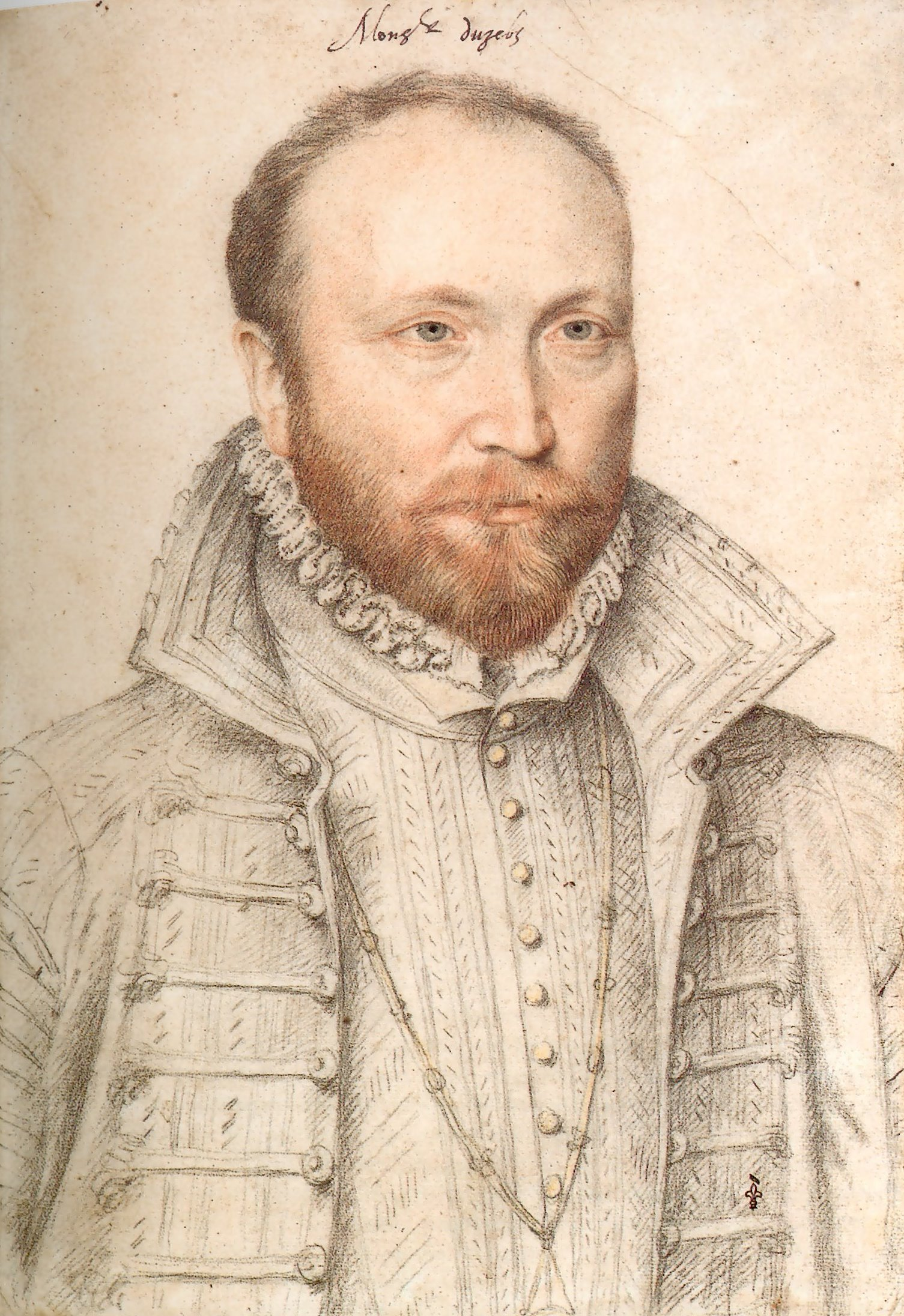
Antoine de Crussol, 1. Duc d’Uzès, François Clouet, um 1560, Musée Condé

Antoine de Crussol, 1. Herzog von Uzès (* 21. Juni 1528; † 15. August 1573) war ein protestantischer Adeliger und Feldherr in Frankreich.
Er war Vicomte und später Duc d’Uzès, Baron und später Comte de Crussol, Baron de Lévis, d’Aynargues, de Bellegarde, de Saint-Geniès, de Florensac, de Vias, de Beaudiner, de Conty-la-Chapelle et de Commegne, Seigneur de Touroulle, de Bessan, de Poumeyrol, de Remoulins, de Broussan et de Sérignac, Pair de France.

## Jugend und Familie
Crussol wurde am 21. Juni 1528 geboren, sein Vater war Charles de Crussol († 2. März 1546), seine Mutter Jeanne de Genouilhac, Dame d’Acier-en-Quercy († 1. Mai 1567), Tochter von Jacques Ricard de Genouillac, genannt Galiot de Genouillac, Seneschall von Armagnac und Quercy, Großmeister der Artillerie von Frankreich, die 1550 in zweiter Ehe Johann Philipp I. Wild- und Rheingraf, Graf zu Salm († 1566) heiratete. Antoine und sein Bruder Jacques wuchsen in einem protestantischen Haushalt auf, der von ihrer Mutter geleitet wurde.
Am 23. November 1544 ernannte ihn König Franz I. zum Seneschall von Quercy, nachdem sein Großvater Galiot de Genouillac zu seinen Gunsten auf das Amt verzichtet hatte; die Ernennung wurde am 5. Oktober 1547 von König Heinrich II. bestätigt, dem er am 26. März 1547 für Crussol und Uzès gehuldigt hatte.
Crussol heiratete per Ehevertrag vom 10. April 1556 Louise de Clermont, Comtesse de Tonnerre (* 1503/04, † 1596), Tochter von Bernardin de Clermont, Comte de Tallard (Haus Clermont-Tonnerre), und Anne de Husson, Comtesse de Tonnerre, Witwe von François du Bellay, Prince d’Yvetot († 1580), eine Vertraute Katherina von Medicis, die als Vermittlerin zwischen dem Hof und den protestantischen Adligen fungierte. Anlässlich ihrer Hochzeit erhob König Heinrich II. Crussol von einer Baronie zu einer Grafschaft.
1558 hatte Antoine de Crussol ein Kommando in der Region von Abbeville und Montreuil inne.

## Herrschaft Franz’ II. (1559–1560)
Da sich nach der Verschwörung von Amboise (1560) Navarra und Condé im Süden des Landes und abseits des Hofes aufhielten, schickte König Franz II., der von ihrer Schuld überzeugt war, Crussol, um sie an den Hof zu bringen, damit sie angeklagt werden konnten.
Am 14. Februar 1560 leistete er seinen Eid als Mitglied des Conseil d’État.

## Herrschaft Karls IX. (1560–1574)

### Neue Regierung
Bei der Thronbesteigung Karls IX. wurde Crussol in den Michaelsorden aufgenommen und erhielt einen Platz im Conseil privé. Als auf den regionalen États de Languedoc, die im März 1561 den Generalständen vorausgingen, ein hugenottischer Delegierter die Konfiszierung aller klerikalen Besitztümer und die Verwendung des Verkaufserlöses zum Unterhalt eines reformierten Klerus forderte, gehörte Crussol zu den Adligen, die diesen Vorschlag zusammen mit einem Großteil des übrigen Adels im Languedoc unterstützten. Im August wurde in Pontoise dann eine modifizierte Version dieses Vorschlags von den allgemeinen zweiten und dritten Ständen gebilligt.

### Kommissar
Als der Hof von gewalttätigen Unruhen in der Provence erfuhr, wurde Crussol als Kommissar entsandt, um mit dem Gouverneur Claude de Savoie bei der Unterdrückung des lokalen Bürgerkriegs zusammenzuarbeiten, der sich zwischen den katholischen Kämpfern unter Carcès und den Protestanten unter Montbrun entwickelte. Die städtischen Konsuln von Aix protestierten gegen Crussols Auswahl als Kommissar, da er aufgrund seines Protestantismus zu voreingenommen für diese Aufgabe sei. Als Reaktion darauf wurden die militanteren Katholiken auf königlichen Befehl aus dem Konsulat von Aix und mehreren nahe gelegenen Städten vertrieben. Seine Vorliebe für protestantische Verbündete in der Provinz sollte sich jedoch in den folgenden Monaten zeigen.
In seinem Bericht über die Ländereien in der Provence vom April 1561 betonte Crussol den großen Gehorsam und Respekt, den seine Glaubensgenossen in der Provence dem König entgegenbrachten. Im selben Jahr wurde er von Katharina zum Lieutenant et Commandeur des Languedoc ernannt. Er nutzte die Gelegenheit, um seine Autorität in den Regionen des Gouvernements zu behaupten, in denen sich seine Güter im Osten befanden. In den 1560er Jahren überbot Crussol andere Käufer, um entfremdetes Kirchenland zu erwerben, wenn es im Bistum Uzès verfügbar wurde, und festigte so seinen Besitz in der Region.

### Erster Hugenottenkrieg (1562–1563)
Während des Ersten Hugenottenkriegs hatte Crussol die Aufgabe, das Languedoc zu befrieden, doch schien er mehr daran interessiert zu sein, sich ein Fürstentum zu schaffen. Die États de Languedoc vom November 1562 und März 1563 befassten sich mit dem Aufbau und der Finanzierung eines militärischen Verteidigungssystems, das unter dem Kommando Crussols stehen sollte. Die Stände vom November trafen sich auf den Gütern Crussols, der aus Nîmes kam, und nach ihren Beratungen stimmte er zu, Gouverneur des Languedoc für die protestantische Sache zu werden. Er versprach ihnen, dass er keine Katholiken in seinem Gefolge dulden würde, und die Stände bewilligten ihm 400.000 Livres. Er ernannte untergeordnete Gouverneure, die die Provinz mit Hilfe eines kleinen Rates verwalteten. Sein Bruder Galliot de Crussol, Seigneur de Beaudiner, wurde zum Lieutenant-général des Languedoc ernannt. Die Städte wurden gezwungen, Eide zu unterzeichnen, die den Eiden der katholischen Ligen ähnelten. Als Condé im Dezember 1562 in der Schlacht bei Dreux gefangen genommen wurde, nutzte Katharina die Gelegenheit, Crussol aufzufordern, „sich seiner Pflichten als Untertan des Königs zu erinnern und seine protestantischen Mitbürger zur Entwaffnung zu bewegen“.

### Edikt von Amboise
Als 1563 mit dem Edikt von Amboise Frieden geschlossen wurde, gelang es der Provence, eine Ausnahme von den Bestimmungen des Edikts zu erwirken. Marseille wehrte sich erfolgreich gegen Crussols Bestimmungen mit dem Argument, dass der Protestantismus in der Stadt nie praktiziert worden sei und seine Einführung daher unangemessen sei. Katharina von Medici protestierte dagegen, dass Crussol weiterhin unter Waffen stand, und forderte ihn auf, seine Truppen an Guillaume de Joyeuse zu übergeben. Crussol, der Joyeuse verachtete, zögerte bis August 1563 die Übergabe der von ihm kontrollierten Gebiete heraus. Crussol und sein Bruder Jacques, Seigneur d’Acier, protestierten, als Damville, der neue Gouverneur des Languedoc, damit begann, in Dutzenden von protestantischen Städten des Gouvernements katholische Gemeinderäte einzusetzen. Die Zentralregierung entsandte zwei Kommissare, um sicherzustellen, dass die Wahlen in den Städten dem Edikt von Amboise entsprachen.

### Königliche Rundreise
Während der Reise des Königs durch Frankreich im Jahr 1564 hielten sich der König, seine Mutter und zahlreiche Persönlichkeiten in der Residenz Crussols auf, bevor er sie auf ihrer Reise nach Nîmes begleitete. Als der König Montpellier erreichte, hielt er einen Rat ab, um religiöse Angelegenheiten zu besprechen, an dem auch Crussol teilnahm. Im Mai 1565, während der König in Toulouse einen Gerichtstag (Lit de justice) abhielt, erhob er Crussol zum Herzog von Uzes (registriert am 8. Mai 1566 in Montpellier), allerdings unter der Bedingung, dass das Herzogtum an die Krone übergehen würde, wenn es keinen männlichen Erben gäbe.

### Loyalist
In den folgenden Jahren besuchte Crussol seine Besitztümer nur selten, da er mit den Bemühungen am Hof und der Wiederherstellung des katholischen Gottesdienstes in Nîmes beschäftigt war. Im Jahr 1566 schrieb er dem König, dass es ihm gelungen sei, den Bischof der Stadt wieder einzusetzen. Am 6. August 1570 erhielt er den Auftrag, eine Versammlung der États de Languedoc in Beaucaire abzuhalten. Im Januar 1571 wurde das Herzogtum Uzès in den Rang einer Pairie erhoben (registriert 15. Februar 1572). 
Im Sommer 1572 war er Chevalier d’honneur der Königinmutter Katharina von Medici bei der Hochzeit ihrer Tochter Margarete von Valois mit Heinrich von Navarra, die zum Massaker der Bartholomäusnacht führte – und konvertierte unter dem Eindruck der Gewalt dieser Ereignisse zum Katholizismus. Als dann nach dem Massaker La Rochelle gegen die Krone rebellierte, unterstützte Crussol den König bei seinen erfolglosen Bemühungen, die Stadt zu erobern (Belagerung von La Rochelle (1573)), erkrankte jedoch unter den schlechten Bedingungen im Feldlager und unter den Mauern der Stadt und starb am 15. August 1573.
Sein Bruder Jacques hatte während des Ersten Religionskriegs (1562/63) die protestantischen Truppen im Languedoc befehligt. Er war dabei für seine Grausamkeiten bekannt geworden und konnte nur durch das Eingreifen seines Bruders nach seiner Gefangennahme im Jahr 1568 vor Repressalien bewahrt werden. Als Crussol kinderlos starb, konvertierte Jacques zum Katholizismus, um den Titel von Uzès zu erben.